# Napfürdő Expressz
A Napfürdő expresszvonat egy Budapest és Balatonszentgyörgy között a nyári szezonban közlekedő "fürdős" vasúti járat. Vasárnap 1 (vonatszám: 1843) Fonyódról indul.

## Történet
2015-ös nyári szezonban indult az első járat sebesvonatként Budapest-Déli pályaudvar és Fonyód között, csak péntekenként közlekedett 1 pár, és csak egy irányban. A vonat csak Kelenföld, Érd alsó, Székesfehérvár, Siófok, Zamárdi, Szántód-Kőröshegy, Balatonföldvár, Balatonszárszó, Balatonszemes, Balatonlelle és Balatonboglár állomásokon állt meg. A vonat érdekessége volt, hogy a MÁV-Nosztalgia Kft. szemelykocsijait továbbította.
2016-2019 között nem közlekedett.
2020-es nyári szezontól újra közlekedik a Szolnok–Fonyód viszonylatban, új megállási renddel. A vonat Szolnok és Kőbánya-Kispest között csak Abony, Albertirsa, Monor, Üllő, Vecsés és Ferihegy megállóhelyeken áll meg. Kelenföld és Székesfehérvár között megáll Velencén és Gárdonyban, Szabadisóstó és Fonyód között Zamárdi felső, Szántód-Kőröshegy és Balatonlelle felső kivételével mindenhol megáll.
2021-es nyári szezontól a vonat expresszvonatként közlekedik tovább. Kőbánya-Kispest és Balatonaliga között Velence és Gárdony helyett Ferencvárosban áll meg, Székesfehérváron se áll meg.
2022-es nyári szezonban a vonat csak Siófokig közlekedik. A vonat megállási helyei is változtak: Szolnok és Kőbánya-Kispest között csak Albertirsa, Pilis, Monor és Ferihegy megállóhelyeken áll meg, valamint Budapest-Kelenföld és Székesfehérvár között egyik G30-as megállási rendje szerint közlekedik.
2023-as nyári szezonban a vonat Balatonszemes–Kőbánya-Kispest viszonylatban közlekedett InterRégióként, vasárnaponként, és csak egy irányban. A vonat csak Balatonszárszó, Balatonföldvár, Siófok és Budapest-Kelenföld állomásokon állt meg.
2024-es nyári szezontól vonat ismét expresszvonatként közlekedik Budapest-Déli–Balatonszentgyörgy viszonylatban. Vasárnap plusz 1 járat Fonyódról is indul. Budapest-Déli és Siófok között csak Budapest-Kelenöldön áll meg, Siófoktól mindenhol megáll.

## Útvonal
A vonat Budapest-Déli indul Siófok és Fonyód érintésével közlekedik.

## Megállóhelyei
| Megállóhelyek           |
| ----------------------- |
| 1. Budapest-Déli        |
| 2. Budapest-Kelenföld   |
| 3. Siófok               |
| 4. Balatonszéplak felső |
| 5. Balatonszéplak alsó  |
| 6. Zamárdi felső        |
| 7. Zamárdi              |
| 8. Szántód              |
| 9. Balatonföldvár       |
| 10. Balatonszárszó      |
| 11. Balatonszemes       |
| 12. Balatonlelle felső  |
| 13. Balatonlelle        |
| 14. Balatonboglár       |
| 15. Fonyódliget         |
| 16. Fonyód              |
| 17. Bélatelep           |
| 18. Alsóbélatelep       |
| 19. Balatonfenyves      |
| 20. Balatonfenyves alsó |
| 21. Máriahullámtelep    |
| 22. Máriaszőlőtelep     |
| 23. Balatonmáriafürdő   |
| 24. Balatonberény       |
| 25. Balatonszentgyörgy  |